# Марк Антистій Лабеон
Марк Антистій Лабеон (50 рік до н. е. — 18 рік н. е.) — видатний давньоримський правник часів імператора Октавіана Августа.

## Життєпис
Походив з роду нобілів Антистіїв. Син Квінта Антістія Лабеона, правника та прихильника республіканців, який брав участь у діях вбивць Гая Цезаря — Брута та Кассія, зокрема у битві при Філіпах. Марк Лабеон змолоду вивчав юриспруденцію. Після цього займав посади квестора та претора, ставши членом сенату. Тут його різка республіканська позиція, виступити проти думки імператора Августа призвели до того, що політична кар'єра Лабеона припинилася. Так, у 18 році до н. е. він запропонував зробити сенатором ворога Августа — Лепіда й наполіг на прийнятті цього рішення.
Після цього Марк Антистій займався правництвом. Він навчався у відомого правника Гая Требація Тести.

## Правництво
Доробок Марка Лабеона становить 400 книг. Він приділяв при розробці основ римського права найбільшу увагу правовій доктрині. Водночас займався приватним та цивільним правом. Багато зробив для підвищення статусу правницької науки до рівня риторики та філософії. З нього правництво — це більш методично розроблена та систематизована дисципліна. Лабеон став одним з засновників класичної теорії права, що заснована на принципах справедливості та чистого сумління.
Марк Антистій Лабеон став засновником однієї з найвпливовіших шкіл римського права, яка отримала назву Прокуліанської, яка суперничала із Сабініанською на чолі з Капітоном. Її прогресивні ідеї здійснили значний вплив на розвиток римського права. Лабеон залишався найавторитетнішим правником до часів правління імператора Адріана. Його часто цитували такі правники, як Гай, Ульпіан, Павло.
Значна частина праць Лабеона торкаються загального права, а також преторського та курульного еділового права. Досить відомими були правові визначення Лабеона.

## Родина
Дружина — Нератія
дітей не було

## Твори
- Libri posteriores
- Libri ad Edictum
- De jure pontificio.
- Ad XII tab. commentarii.
- Epistolae.
- Responsa
- Probabilium
- Ad pyaetoris aedictum